# Elpersbüttel
Elpersbüttel – miejscowość i gmina w Niemczech, w kraju związkowym Szlezwik-Holsztyn, w powiecie Dithmarschen, wchodzi w skład urzędu Mitteldithmarschen. Dzielnice gminy to: Elpersbüttel, Elpersbüttelerdonn, Elpersbüttelerdeich, Eesch, Eescherdeich, Lütjenbüttel.